# Њу Филаделфија (Пенсилванија)
Њу Филаделфија (енгл. New Philadelphia) град је у америчкој савезној држави Пенсилванија.

## Демографија
По попису из 2010. године број становника је 1.085, што је 64 (-5,6%) становника мање него 2000. године.
| Група             | 2000.         | 2010.         |
| Белци             | 1.137 (99,0%) | 1.044 (96,2%) |
| Афроамериканци    | 0 (0,0%)      | 2 (0,2%)      |
| Азијати           | 6 (0,5%)      | 1 (0,1%)      |
| Хиспаноамериканци | 4 (0,3%)      | 18 (1,7%)     |
| Укупно            | 1.149         | 1.085         |